# Несторион
Несто́рион (греч. Νεστόριον) — село в Греции. Административный центр общины Несторион в периферийной единице Кастория в периферии Западная Македония. Расположено на высоте 900 м над уровнем моря на склоне гор Грамос, на левом (северном) берегу реки Альякмон, в 25 км к юго-западу от города Кастория. Население 865 человек по переписи 2011 года.

## История
До 1926 года (ΦΕΚ 413Α) называлось Нестрамион (Нестрам, Νεστράμιον), затем переименовано в Айос-Нестор (Άγιος Νέστωρ). В 1928 году (ΦΕΚ 156Α) переименовано в Несторион. В 1971 году к селу присоединено упразднённое поселение Като-Несторион (Κάτω Νεστόριον), расположенное южнее.
После гражданской войны 1946—1949 годов значительная часть населения эмигрировала в СФРЮ и другие социалистические страны (СССР, Болгарию, Польшу и Венгрию), а также в Канаду, Австралию и США.

## Сообщество
Сообщество Нестрамион (Κοινότητα Νεστραμίου) создано в 1918 году (ΦΕΚ 259Α). В 1926 году (ΦΕΚ 413Α) переименовано в Айос-Нестор (Κοινότητα Αγίου Νέστορος). В 1928 году (ΦΕΚ 156Α) переименовано в Несторион (Κοινότητα Νεστορίου). В сообщество входят восемь населённых пунктов. Население 964 человека по переписи 2011 года. Площадь 188,547 км².
| Населённый пункт | Население (2011), человек |
| ---------------- | ------------------------- |
| Айия-Ана         | 59                        |
| Ливадотопи       | 15                        |
| Монопило         | 0                         |
| Несторион        | 865                       |
| Пефкос           | 18                        |
| Стена            | 1                         |
| Трилофос         | 6                         |
| Янохори          | 0                         |

## Население
| Год  | Население, человек |
| ---- | ------------------ |
| 1991 | 1055               |
| 2001 | 901                |
| 2011 | ↘ 865              |